# Río Bravo (Tamaulipas)
Río Bravo é um município do estado de Tamaulipas no México.